# Psychotria balancanensis
Psychotria balancanensis är en måreväxtart som beskrevs av Clement W. Hamilton. Psychotria balancanensis ingår i släktet Psychotria och familjen måreväxter. Inga underarter finns listade i Catalogue of Life.